# Synchiropus occidentalis
Synchiropus occidentalis és una espècie de peix de la família dels cal·lionímids i de l'ordre dels perciformes.